# Kobayakawa Hidekane
Kobayakawa Hidekane est un nom japonais traditionnel ; le nom de famille (ou le nom d'école), Mōri, précède donc le prénom (ou le nom d'artiste).
Mōri Hidekane/Kobayakawa Hidekane (毛利秀包/小早川秀包, 1566-24 avril 1601) est un samouraï, neuvième fils de Mōri Motonari. Sa mère est Nomi no Kata (乃美の方), concubine de Motonari. À l'origine, il est nommé Motofusa et donné à Ota Hidetsuna mais plus tard, son demi-frère sans enfant, Kobayakawa Takakage, le prend comme fils adoptif. Après l'adoption de Hideaki, il change son nom pour Hidekane. Il épouse Maxentia, fille d'Ōtomo Sōrin et se convertit au christianisme sous le nom de baptême « Findenao » (フィンデナオ).
Pour éviter la honte provoquée par son demi-frère, Hidekane change son nom de famille pour celui de « Mōri » après la bataille de Sekigahara.

## Source de la traduction
- (en) Cet article est partiellement ou en totalité issu de l’article de Wikipédia en anglais intitulé « Mōri Hidekane » (voir la liste des auteurs).